# اندی سیداریس
اندی سیداریس (انگلیسی: Andy Sidaris؛ ‏ ۲۰ فوریهٔ ۱۹۳۱ – ۷ مارس ۲۰۰۷) کارگردان فیلم، تهیه‌کننده، فیلم‌نامه‌نویس و بازیگر یونانی‌تبار اهل ایالات متحده آمریکا بود. وی دانش‌آموختهٔ دانشگاه متدیست جنوبی در دالاس است و بین سال‌های ۱۹۶۰ تا ۲۰۰۳ میلادی فعالیت می‌کرد.
از فیلم‌ها یا مجموعه‌های تلویزیونی که وی در آن‌ها نقش داشته‌است، می‌توان به کوجک، هفت و مش اشاره نمود.
وی همچنین برندهٔ جوایزی همچون جوایز امی شده‌است.